# Condado de Krotoszyn
Nota linguística: Não confundir hrabstwo (condado) com powiat (divisão administrativa)..
Krotoszyn (polaco: powiat krotoszyński) é um powiat (condado) da Polónia, na voivodia de Grande Polónia. A sede é a cidade de Krotoszyn. Estende-se por uma área de 714,23 km², com 76 959 habitantes, segundo os censos de 2005, com uma densidade 107,75 hab/km².

## Divisões admistrativas
O condado possui:
Comunas urbanas: Sulmierzyce
Comunas urbana-rurais: Kobylin, Koźmin Wielkopolski, Krotoszyn, Zduny
Comunas rurais: Rozdrażew
Cidades: Sulmierzyce, Kobylin, Koźmin Wielkopolski, Krotoszyn, Zduny

## Demografia
População (dados de 30 de Junho de 2005):
|          | Total   | Total | Mulheres | Mulheres | Homens  | Homens |
| -------- | ------- | ----- | -------- | -------- | ------- | ------ |
|          | pessoas | %     | pessoas  | %        | pessoas | %      |
| Total    | 76 959  | 100   | 39 299   | 51,1     | 37 660  | 48,9   |
| Cidades  | 46 353  | 100   | 24 004   | 51,8     | 22 349  | 48,2   |
| Povoados | 30 606  | 100   | 15 295   | 50       | 15 311  | 50     |